# Кумачова Євгенія Едуардівна
Євге́нія Едуа́рдівна Кумачо́ва (англ. Eugenia Kumacheva; рос. Евгения Эдуардовна Кумачева; нар. 1955, Одеса) — канадська хімікиня, спеціалістка в царині фізичної хімії полімерів. Заслужена професорка хімії в Торонтського університету, членкиня Канадського й Лондонського королівських товариств.

## Життєпис
Євгенія Кумачова народилася в Одесі у 1955 році. Закінчила з відзнакою Санкт-Петербурзький державний технологічний інститут (1978). Працювала в промисловості. Потім вступила до аспірантури Інституту фізхімії Російської академії наук, а 1985 року захистила дисертацію і стала співробітницею на кафедру колоїдної хімії МДУ. З 1991 по 1994 рік бувши стипендіаткою Minerva Foundation постдок в Інституті Вейцмана в Ізраїлі. Уже тоді з'являються її роботи в Nature і Science. У 1995 році переїхала з Ізраїлю до Канади, і з того ж року — як постдок у Торонтському університеті, де з 1996 року — асистентка-професорка, з 2005 року — повна професорка, з 2013 року — університетська професорка. У 2003 році запрошена професорка в Оксфорді, у 2009 році — в МДУ, у 2010 році — в Кембриджі.
У 2019 році стала переможцем конкурсу на отримання грантів Уряду Російської Федерації для державної підтримки наукових досліджень, за кошти якого було організовано Лабораторію 3D-друку функціональних наноматеріалів Університету ІТМО.
Дала понад 200 запрошених лекцій. Авторка 182 публікацій у рецензованих виданнях і 9 розділів у книжках, а також однієї книжки та редакторка ще однієї.

## Нагороди
- 2006 — Урядовий грант Canada Research Chair (1-го рівня) у розмірі C$1,400,000 (на 7 років) на дослідження передових полімерних матеріалів[8]
- 2007 — Член Королівського товариства Канади
- 2009 — Премія L'Oréal — ЮНЕСКО «Для жінок у науці» — за створення і розроблення нових матеріалів із безліччю застосувань, включно з адресним доставлянням ліків для лікування раку і матеріалами для зберігання оптичних даних високої щільності[9]
- 2012 — Премія Гумбольдта
- 2013 — Урядовий грант Canada Research Chair (1-го рівня) у розмірі C$1,400,000 (на 7 років) на дослідження передових полімерних матеріалів[10]
- 2016 — Член Лондонського королівського товариства[11]
- 2017 — Медаль Хімічного інституту Канади[12]
- 2019 — Премія де Ґеннеса[13]
- 2020 — Офіцер ордена Канади — за внесок у хімію, особливо в галузі мікрофлюїдики та дослідження полімерів, а також за її зусилля як захисниці інтересів жінок у науці[14]
- 2021 — Стипендія Ґуґґенгайма[15]